# Marrákes Menara repülőtér
A Marrákes Menara repülőtér (franciául: Aéroport Marrakech Ménara, arabul: مطار مراكش المنارة, berberül: ⴰⵣⴰⴳⵯⵣ ⵎⵕⵕⴰⴽⵛ ⵎⵉⵏⴰⵕⴰ) (IATA: RAK, ICAO: GMMX) egy nemzetközi repülőtér Marokkóban, Marrákes közelében. Marokkó egyik legforgalmasabb repülőtere, 2017-ben 4 359 865 utas fordult meg itt.

## Futópályák
A repülőtér futópályái:
- 10/28 (3100 m, 45 m, aszfalt)

## Légitársaságok és úticélok
Megjegyzés: Sz: (szezonális járat)
| Légitársaság                  | Célállomások |
| ----------------------------- | --- |
| Adria Airways                 | Sz: Ljubljana |
| Aegean Airlines               | Athén (2019. április 16-ától) |
| Air Arabia Maroc              | Bécs, Dakhla, Fez, Frankfurt, London–Gatwick, Montpellier, Párizs–Charles de Gaulle, Pau, Tanger, Zagora |
| Air Europa                    | Madrid |
| Air France                    | Párizs–Charles de Gaulle |
| Austrian Airlines             | Bécs |
| BH Air                        | Sz: Szófia |
| Binter Canarias               | Gran Canaria Sz: Tenerife–North |
| Blue Air                      | Sz: Bukarest |
| British Airways               | London–Gatwick Sz: London–Heathrow |
| Brussels Airlines             | Brüsszel |
| Bulgaria Air                  | Sz: Szófia |
| Corendon Dutch Airlines       | Amszterdam Sz: Oslo-Gardermoen |
| Croatia Airlines              | Sz: Zágráb |
| easyJet                       | Bordeaux, London–Gatwick, Lyon, Manchester, Milánó–Malpensa, Nantes (2019. április 1-jétől), Nizza, Párizs–Charles de Gaulle |
| easyJet Switzerland           | Basel/Mulhouse, Genf |
| Edelweiss Air                 | Sz: Zürich |
| Eurowings                     | Sz: Düsseldorf |
| Iberia                        | Madrid |
| Laudamotion                   | Sz: Bécs, Berlin–Tegel (2019. március 27-éig), Düsseldorf |
| Lufthansa                     | Frankfurt, München |
| Luxair                        | Sz: Luxembourg |
| Mahan Air                     | Sz: Teherán |
| Norwegian                     | Koppenhága, Stockholm–Arlanda Sz: Helsinki, Madrid, Oslo-Gardermoen |
| Qatar Airways                 | Doha |
| Royal Air Maroc               | Bordeaux, Casablanca, Lyon, Marseille, Nizza, Párizs-Orly, Toulouse Sz: Medina, München |
| Royal Air Maroc Express       | Casablanca |
| Ryanair                       | Athén, Barcelona, Beauvais, Bergamo, Berlin-Schönefeld, Bordeaux, Budapest, Châlons–Vatry, Catania, Charleroi, Dole, Dublin, Eindhoven, Frankfurt-Hahn, Hamburg, Karlsruhe/Baden-Baden, Köln–Bonn,Krakkó, Liverpool, London–Luton, London–Stansted, Madrid, Marseille, Memmingen, Nápoly, Nîmes, Nürnberg, Perpignan, Poitiers, Pisa, Porto, Prága, Róma-Ciampino, Santander, Sevilla, Tours, Treviso, Valencia, Stuttgart, Weeze Sz: Pozsony, Stockholm–Skavsta |
| Saudia                        | Dzsidda (2019. június 6-ától) |
| Swiss International Air Lines | Genf, Zürich |
| TAP Portugal                  | Lisszabon |
| Thomas Cook Airlines          | Manchester |
| Transavia                     | Amszterdam, Eindhoven |
| Transavia France              | Lyon, Nantes, Párizs-Orly |
| TUI Airways                   | Bristol, London–Gatwick, Manchester Sz: Birmingham |
| TUI fly Belgium               | Brüsszel Sz: Bologna, Bordeaux, Brest, Clermont-Ferrand, Deauville, Lille, Lyon, Marseille, Metz–Nancy, Nantes, Nizza, Párizs-Orly, Strasbourg, Toulouse, Torino |
| Turkish Airlines              | Isztambul (2019. április 15-étől) |
| Vueling                       | Barcelona |
| Wizz Air                      | Varsó–Chopin |

## Forgalom
Az utasforgalom az elmúlt években az alábbi módon változott:
| Utasok száma | 1 426 287 | 1 349 363 | 2 195 899 | 3 050 916 | 3 453 044 | 3 373 475 | 3 978 725 | 4 359 865 | 1 509 127 | 4 903 681 |
|              | 2000      | 2002      | 2005      | 2007      | 2010      | 2012      | 2015      | 2017      | 2020      | 2022      |

## Fordítás
- Ez a szócikk részben vagy egészben  a   Marrakesh Menara Airport című angol Wikipédia-szócikk fordításán alapul.  Az eredeti cikk szerkesztőit annak laptörténete sorolja fel. Ez a jelzés csupán a megfogalmazás eredetét és a szerzői jogokat jelzi, nem szolgál a cikkben szereplő információk forrásmegjelöléseként.